# L'Envahissant Cadavre de la plaine Monceau
L'Envahissant Cadavre de la plaine Monceau est un roman policier français de Léo Malet, paru en 1959 aux Éditions Robert Laffont. C'est le quinzième et dernier des Nouveaux Mystères de Paris, série ayant pour héros Nestor Burma.

## Résumé
Un beau matin de mars 1958, Nestor Burma est convoqué par Mme Désiris, une cliente qui demeure rue Alphonse-de-Neuville. Au téléphone, la dame lui avait demandé s'il était en mesure de remonter la source de revenus mystérieux. À son arrivée, Burma trouve la bonne évanouie et les cadavres de sa cliente et de son mari. Monsieur semble s'être suicidé après avoir tué sa femme, à moins qu'il ne s'agisse d'un double suicide ou d'un double meurtre. Avant d'appeler la police, Burma interroge la bonne qui lui révèle que le couple Désiris battait de l'aile.
Un article du journaliste et ami Marc Covet apprend au détective que Charles Désiris était un inventeur doué, en passe de mettre au point un moteur révolutionnaire dans son atelier de l'île de la Grande Jatte. 
Neuf mois plus tard, Burma a rendez-vous avec Dany Darnis. La belle star de cinéma veut que le détective retrouve une femme qui lui ressemble et dont elle a reçu des photos très dénudées. Elle l'informe aussi que  deux hommes ont tenté de la violer, mais qu'ils y ont renoncé après avoir soulevé ses jupes. Burma retrouve Yvonne Mège, le sosie, et voit l'affaire Désiris refaire surface, car la jeune femme était la maîtresse de l'inventeur. C'est alors que deux types coriaces enlèvent Yvonne Mège.
De retour au bureau, Nestor Burma discute de toute l'affaire avec sa secrétaire Hélène qui avance l'hypothèse d'un vol ou d'un complot. Le détective lui demande de trouver dans les journaux conservés à la Bibliothèque nationale la trace d'un gros coup dans les derniers mois. Mais c'est Covet qui détient déjà l'information. Une grosse contrebande de cigarettes s'est développé entre Tanger et Marseille grâce à l'invention d'un Grec, qui n'est nul autre que Désiris. Ainsi s'expliquent sa fortune subite et le désir de sa femme d'en connaître la source. Rue Henri-Rochefort, dans l'hôtel particulier de la demi-mondaine Huguette de Mèneval, l'inventeur et sa maîtresse Yvonne avaient loué un appartement pour leurs ébats. Désiris y avait caché, dans le plafond, les plans de son fameux moteur et les diamants obtenus en paiement de la pègre. Quelqu'un avait fait disparaître les plans, poussant ainsi Désiris au suicide.

## Aspects particuliers de l'ouvrage
Le roman se déroule dans le 17e arrondissement de Paris.

## Éditions
- Éditions Robert Laffont, 1959
- Le Livre de poche no 3110, 1971
- Éditions des Autres, Les Nouveaux mystères de Paris no 1, 1979
- Fleuve noir, Les Nouveaux mystères de Paris no 15, 1984
- Éditions Robert Laffont, collection Bouquins, 1986 ; réédition en 2006
- 10-18, Grands détectives no 1862, 1987

## Adaptations

### À la télévision
- 1991 : Les Cadavres de la plaine Monceau, épisode 2, saison 1, de la série télévisée française Nestor Burma réalisé par Claude Grinberg, adaptation du roman L'Envahissant Cadavre de la plaine Monceau de Léo Malet, avec Guy Marchand dans le rôle de Nestor Burma.

### En bande dessinée
- L’Envahissant Cadavre de la plaine Monceau de Léo Malet, adapté par le dessinateur Emmanuel Moynot, d'après l'univers de Jacques Tardi, Paris, Casterman, 2009.  (ISBN 2-203-02178-0)

## Sources
- Jacques Baudou (dir.), Les Nombreuses Vies de Nestor Burma, Nantes, Les Moutons électriques, coll. « La Bibliothèque rouge no 18 », 2010, 333 p. (ISBN 978-2-36183-003-8, OCLC 670472170), p. 136-138.
- Francis Lacassin, Sous le masque de Léo Malet, Nestor Burma, Amiens, Encrage, coll. « Portraits » (no 4), 1991 (ISBN 978-2-906-38932-8, OCLC 406670086), p. 95-98
- Jean Tulard, Dictionnaire du roman policier : 1841-2005. Auteurs, personnages, œuvres, thèmes, collections, éditeurs, Paris, Fayard, 2005, 768 p. (ISBN 978-2-915793-51-2, OCLC 62533410), p. 251.